# Henrique Guimarães
Henrique Carlos Serra Azul Guimarães (São Paulo, 9 de setembro de 1972) ou Henrique Guimarães, como é conhecido, é um judoca brasileiro.
Henrique Guimarães iniciou o judô com 4 anos de idade, com a finalidade de acalmar um pouco a criança agitada que era. Permaneceu por 14 anos como titular da Seleção Brasileira de Judô, tendo participado das Olimpíadas de Atlanta/1996, Sydney/2000 e Atenas/2004. Aposentou-se, ainda titular, após as Olimpíadas de Atenas, tendo conquistado muitas medalhas para o Brasil, sendo a principal delas a Medalha de Bronze nas Olimpíadas de Atlanta/1996.
Atualmente Henrique Guimarães atua como técnico de judô, treinando algumas das atuais revelações neste esporte, além de estar a frente de seu projeto social "Você Quer, Você Pode", onde crianças carentes recebem além dos treinos de judô, bolsa em universidade e a oportunidade do primeiro emprego, ou seja, um verdadeiro projeto de inclusão social.

## Alguns títulos
- Bronze nos Jogos Olímpicos de Atlanta (1996),
- Bronze nos Jogos Pan-Americanos de Mar del Plata (1995),
- Bronze nos Jogos Pan-Americanos de Santo Domingo (2003),
- Vice-Campeão Mundial Júnior(1992),
- Vice-Campeão (por equipe) no Mundial da Bielorrússia (1998),
- Bicampeão do Campeonato Pan-Americano de Judô,
- Hexacampeão Sul-Americano,
- Campeão (por equipes) do Grand Prix Nacional (2003).